# Uniconte
Unicontele (Unikonta) este un megagrup (sau subdomeniu după unii autori ) de eucariote,  care include opistocontele (Opisthokonta) și amibozoarele (Amoebozoa) și se caracterizează prin prezența celulelor cu singur flagel (la unele grupuri, flagelul s-a redus în cursul evoluției). Majoritatea reprezentanților unicontelor au un singur corpuscul bazal; opistocontele flagelate au în mod caracteristic doi corpusculi bazali - unul flagelat, celălalt nu. Fuziunea genelor care codifică dihidrofolat reductaza (DHFR) și timidilat sintetaza (TS), prezentă la biconte, este absentă la uniconte. La  uniconte are loc fuziunea a trei gene care codifică enzimele implicate în sinteza nucleotidelor pirimidinice: carbamoil fosfat sintetaza, dihidroorotaza și aspartat carbamoiltransferaza (la biconte această fuziune este absentă).
Subdomeniul Unikonta a fost propus de Cavalier-Smith în 2002.   Adl și coautorii (2012) a propus numele Amorphea pentru acest grup. 

## Unicontele și bicontele
În 2002, Cavalier-Smith a propus termenii "Unikonta" și "Bikonta", bazate pe un scenariu evolutiv al aparatului flagelar. Într-adevăr, la majoritatea celulelor eucariote aparatul flagelar (format din flageli care pornesc de la un corpuscul bazal) este baza structurii citoscheletului. Centrul acestei structurii este format din unul sau mai mulți corpusculi bazali, care pot forma sau nu flageli. 
Cavalier-Smith a emis ipoteza că LECA (Last Eukaryotic Common Ancestor - ultimul strămoș comun al eucariotelor) avea un singur corpuscul bazal și un singur flagel. El a sugerat de asemenea, că unicontele (uniflagelatele), au conservat această organizare ancestrală, în timp ce bicontele (biflagelatele) descind de la un strămoș care a dobândit un al doilea flagel, unul fiind anterior, altul posterior. Bicontele sunt caracterizate, de asemenea, printr-un proces particular în timpul diviziunii celulare: corpuscul bazal nou format devine în mod constant corpuscul bazal anterior, în timp ce corpuscul mai vechi (cel moștenit de la celula mamă) formează corpuscul bazal posterior. Astfel, aceste caractere derivate combinate cu fuziunea genei DHFR-TS  (care codifică dihidrofolat reductaza - DHFR și timidilat sintetaza - TS) exclud posibilitatea ca rădăcina arborelui evolutiv al eucariotelor este situată în interiorul bicontelor.
Cu toate acestea, una dintre problemele acestei ipoteze este că numeroase uniconte au în realitate mai mulți corpusculi bazali.   Opistocontele flagelate au în mod caracteristic doi corpusculi bazali - unul flagelat, celălalt nu. În plus, a fost descoperită recent o amibă  biflagelată (Breviata) înrudită cu amibozoarele (Amoebozoa). Astfel, dacă ne-am raporta la numărul de corpusculilor bazali într-o filogenie a eucariotelor, atunci ideea că unicontele au fost ancestral uniflagelate nu mai pare să fie valabilă.  Dacă poziția filogenetică a acestei amibe (Breviata) este confirmată, atunci ipoteza cea mai ponderată este că strămoșul unicontelor a fost el însuși biflagelat, ca și strămoșul tuturor eucariotelor și că unul dintre flageli a fost pierdut în cursul evoluției unor uniconte.
O metodă alternativă în studiul strămoșului eucariotelor este utilizarea caracterelor genetice rare, cum ar fi fuziunile genelor, inserțiile / delețiile și prezența sau absența genelor specifice. Astfel, Philippe și colab. în 2000 au constatat că fuziunea genelor care codifică dihidrofolat reductaza (DHFR) și timidilat sintetaza (TS) este absentă la opistoconte, amibozoare și procariote și prezentă la toate celelalte grupuri de eucariote.  Cavalier-Smith și colab. au sugerat că această fuziune constituie un caracter derivat, și prin urmare rădăcina arborelui evolutiv al eucariotelor nu poate fi plasată în interiorul grupului care prezintă această fuziune. În paralel, la opistoconte și amibozoare există o fuziune a trei gene care codifică enzimele implicate în sinteza nucleotidelor pirimidinice: carbamoil fosfat sintaza, dihidroorotaza și aspartat carbamoiltransferaza (Cavalier-Smith, 2002). Această fuziune este absentă la alte eucariote și procariote și Stechmann și Cavalier-Smith au considerat acest eveniment de fuziune dublă, de asemenea, ca un caracter derivat. Rădăcina arborelui evolutiv al eucariotelor se plasează prin urmare între aceste două megagrupuri de eucariote (adică opistocontele și amibozoarele pe de o parte și toate celelalte grupuri importante pe de altă parte). 
| Caracter | Uniconte | Biconte |
| --- | --- | --- |
| Flagelul | Un flagel unic. În unele grupuri, flagelul s-a redus în cursul evoluției.                                                                                                  | 2 flageli, unul fiind anterior, altul posterior. |
| Corpusculi bazali | Majoritatea reprezentanților unicontelor au un singur corpuscul bazal. Opistocontele flagelate au în mod caracteristic doi corpusculi bazali - unul flagelat, celălalt nu. | Doi corpusculi bazali. Corpuscul bazal nou format devine în mod constant corpuscul bazal anterior, în timp ce corpuscul mai vechi (cel moștenit de la celula mamă) formează corpuscul bazal posterior |
| Fuziunea genelor care codifică dihidrofolat reductaza (DHFR) și timidilat sintetaza (TS) - DHFR-TS                                                                     | Absentă | Prezentă |
| Fuziunea a trei gene care codifică enzimele implicate în sinteza nucleotidelor pirimidinice: carbamoil fosfat sintaza, dihidroorotaza și aspartat carbamoiltransferaza | Prezentă | Absentă |